# Helictophanes
Helictophanes là một chi bướm đêm thuộc phân họ Olethreutinae trong họ Tortricidae.

## Các loài
- Helictophanes argillacea (Clarke, 1976)
- Helictophanes myriolychna (Turner, 1946)
- Helictophanes prospera (Meyrick, 1909)
- Helictophanes scambodes (Meyrick, 1911)
- Helictophanes uberana Meyrick, 1881